# La Chapelle-Saint-Florent
La Chapelle-Saint-Florent ([la ʃaˈpɛl sɛ̃ flɔˈʁɑ̃] ) ist eine Ortschaft und ehemalige französische Gemeinde mit 1532 Einwohnern (Stand: 1. Januar 2022) im Département Maine-et-Loire in der Region Pays de la Loire. Sie gehörte zum Arrondissement Cholet. Die Einwohner werden Capello-Florentais und Capello-Florentaises genannt.
Der Erlass des Präfekten vom 5. Oktober 2015 legte mit Wirkung zum 15. Dezember 2015 die Eingliederung von La Chapelle-Saint-Florent als Commune déléguée zusammen mit den früheren Gemeinden La Pommeraye, Beausse, Botz-en-Mauges, Bourgneuf-en-Mauges, Le Marillais, Le Mesnil-en-Vallée, Montjean-sur-Loire, Saint-Florent-le-Vieil, Saint-Laurent-de-la-Plaine sowie Saint-Laurent-du-Mottay zur Commune nouvelle Mauges-sur-Loire fest.

## Geografie

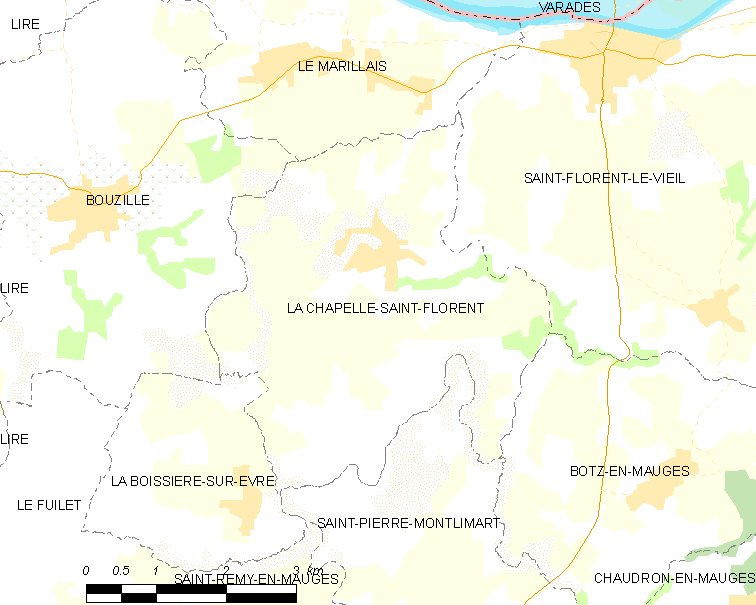
Karte von La Chapelle-Saint-Florent

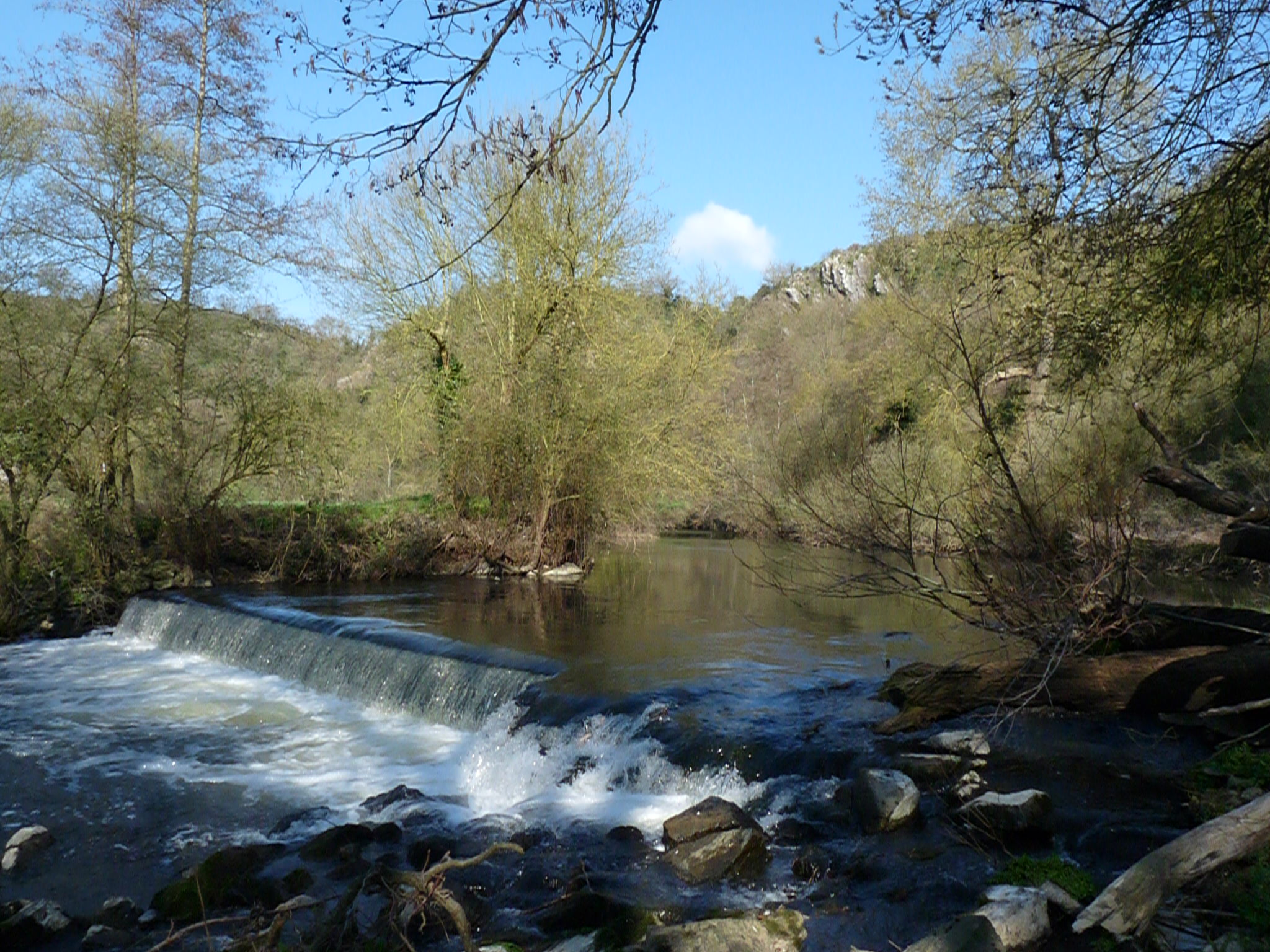
Die Èvre bei La Chapelle-Saint-Florent

La Chapelle-Saint-Florent liegt etwa 41 Kilometer westsüdwestlich von Angers, etwa 33 Kilometer nordnordwestlich von Cholet und etwa 40 Kilometer ostnordöstlich von Nantes in der Région naturelle der Mauges, Teil der historischen Provinz des Anjou.
Das Ortsgebiet liegt auf einer Hochebene, die von den diversen Fließgewässern tief eingeschnitten wird. Es wird entwässert von der Èvre, die es im Süden und Osten begrenzt, von den zeitweise trockenfallenden Ruisseau de la Haie d’Alot, Ruisseau de Vinouzé und Ruisseau de la Croix de Coulaines sowie von kleineren Fließgewässern. Das Bodenrelief zeigt eine hügelige Landschaft mit einer maximalen Erhebung von 102 m Höhe südlich des Ortszentrums, das auf etwa 80 m liegt. 
Umgeben wird La Chapelle-Saint-Florent von zwei Nachbargemeinden und drei Communes déléguées von Mauges-sur-Loire:
|              | Le Marillais (Mauges-sur-Loire)             | Saint-Florent-le-Vieil (Mauges-sur-Loire) |
| Orée d’Anjou | Kompassrose, die auf Nachbargemeinden zeigt |                                           |
|              | Montrevault-sur-Èvre                        | Botz-en-Mauges (Mauges-sur-Loire)         |

## Geschichte
Frühere Formen des Ortsnamens waren: Ecclesia sancti Christopheri de Capella (1146), Capella Sancti Florentii (1156), Mediatura de Capella sancti Christopheri (1200), Chapelle Montglon (1793).
Auf dem Ortsgebiet sind Spuren einer urgeschichtlichen Besiedelung und ein Goldstück gefunden worden, das den keltischen Gott Ogmios darstellt. Ein gallorömisches Landgut befand sich auf dem Ortsareal.
Das Gebiet wurde wahrscheinlich im fünften Jahrhundert vom heiligen Florent d’Anjou zum Christentum bekehrt. Die Pfarrgemeinde gehörte in der Folge zum Gebiet der Exemtion von Saint-Florent-le-Vieil. Der Abt der Abtei in Saint-Florent war auch gleichzeitig der Lehnsherr des Großteils der Pfarrgemeinde. Es gab jedoch einen Seigneur des Weilers La Baronnière, der dem Abt huldigte und einen Recht auf einen Bankplatz in der Kirche besaß. 1669 gab es einen Prozess über das Weidelandrecht zwischen den Bewohnern von La Chapelle und Saint-Florent, das zugunsten von Saint-Florent ausging. Am Ende des 18. Jahrhunderts gehörte La Chapelle zur Sénéchaussée und Élection von Angers.
Das Dorf war involviert im Aufstands der Vendée, dem Kampf der royalistisch-katholisch gesinnten Landbevölkerung gegen Repräsentanten und Truppen der Ersten Französischen Republik. Das Schloss La Baronnière und zahlreiche Bauernhöfe wurden mehrmals von republikanischen Truppen in Brand gesteckt. Nur einzelne Häuser wurden nicht zerstört.

## Bevölkerungsentwicklung
| La Chapelle-Saint-Florent: Einwohnerzahlen von 1793 bis 2020                                                               | La Chapelle-Saint-Florent: Einwohnerzahlen von 1793 bis 2020 | La Chapelle-Saint-Florent: Einwohnerzahlen von 1793 bis 2020 | La Chapelle-Saint-Florent: Einwohnerzahlen von 1793 bis 2020 | La Chapelle-Saint-Florent: Einwohnerzahlen von 1793 bis 2020 |
| --- | ------------------------------------------------------------ | ------------------------------------------------------------ | ------------------------------------------------------------ | ------------------------------------------------------------ |
| Jahr |                                                              |                                                              |                                                              | Einwohner                                                    |
| 1793 | 1793                                                         |                                                              | 1.788                                                        | 1.788                                                        |
| 1800 | 1800                                                         |                                                              | 750                                                          | 750                                                          |
| 1806 | 1806                                                         |                                                              | 746                                                          | 746                                                          |
| 1821 | 1821                                                         |                                                              | 1.105                                                        | 1.105                                                        |
| 1831 | 1831                                                         |                                                              | 1.156                                                        | 1.156                                                        |
| 1836 | 1836                                                         |                                                              | 1.110                                                        | 1.110                                                        |
| 1841 | 1841                                                         |                                                              | 1.119                                                        | 1.119                                                        |
| 1846 | 1846                                                         |                                                              | 1.182                                                        | 1.182                                                        |
| 1851 | 1851                                                         |                                                              | 1.341                                                        | 1.341                                                        |
| 1856 | 1856                                                         |                                                              | 1.372                                                        | 1.372                                                        |
| 1861 | 1861                                                         |                                                              | 1.296                                                        | 1.296                                                        |
| 1866 | 1866                                                         |                                                              | 1.310                                                        | 1.310                                                        |
| 1872 | 1872                                                         |                                                              | 1.265                                                        | 1.265                                                        |
| 1876 | 1876                                                         |                                                              | 1.278                                                        | 1.278                                                        |
| 1881 | 1881                                                         |                                                              | 1.335                                                        | 1.335                                                        |
| 1886 | 1886                                                         |                                                              | 1.359                                                        | 1.359                                                        |
| 1891 | 1891                                                         |                                                              | 1.311                                                        | 1.311                                                        |
| 1896 | 1896                                                         |                                                              | 1.233                                                        | 1.233                                                        |
| 1901 | 1901                                                         |                                                              | 1.195                                                        | 1.195                                                        |
| 1906 | 1906                                                         |                                                              | 1.203                                                        | 1.203                                                        |
| 1911 | 1911                                                         |                                                              | 1.217                                                        | 1.217                                                        |
| 1921 | 1921                                                         |                                                              | 1.080                                                        | 1.080                                                        |
| 1926 | 1926                                                         |                                                              | 1.078                                                        | 1.078                                                        |
| 1931 | 1931                                                         |                                                              | 1.092                                                        | 1.092                                                        |
| 1936 | 1936                                                         |                                                              | 1.057                                                        | 1.057                                                        |
| 1946 | 1946                                                         |                                                              | 1.100                                                        | 1.100                                                        |
| 1954 | 1954                                                         |                                                              | 1.101                                                        | 1.101                                                        |
| 1962 | 1962                                                         |                                                              | 1.131                                                        | 1.131                                                        |
| 1968 | 1968                                                         |                                                              | 1.135                                                        | 1.135                                                        |
| 1975 | 1975                                                         |                                                              | 1.179                                                        | 1.179                                                        |
| 1982 | 1982                                                         |                                                              | 1.186                                                        | 1.186                                                        |
| 1990 | 1990                                                         |                                                              | 1.186                                                        | 1.186                                                        |
| 1999 | 1999                                                         |                                                              | 1.064                                                        | 1.064                                                        |
| 2006 | 2006                                                         |                                                              | 1.112                                                        | 1.112                                                        |
| 2013 | 2013                                                         |                                                              | 1.364                                                        | 1.364                                                        |
| 2020 | 2020                                                         |                                                              | 1.423                                                        | 1.423                                                        |
| Quelle(n): EHESS/Cassini bis 1999, INSEE ab 2006 Anmerkung(en): Ab 1962 offizielle Zahlen ohne Einwohner mit Zweitwohnsitz |                                                              |                                                              |                                                              |                                                              |

Der signifikante Bevölkerungsrückgang zwischen 1793 und 1806 ist auf die Ereignisse im Zusammenhang mit dem Aufstand der Vendée begründet.

## Sehenswürdigkeiten
- Windmühle von Épinay aus dem 18. Jahrhundert
- Wassermühle von Carroussé aus dem 17. Jahrhundert
- Schloss La Baronnière, in der Mitte des 19. Jahrhunderts neu errichtet, Nebengebäude und Kapelle seit 1992 als Monument historique eingeschrieben, das Schlossgebäude seit 1995 klassifiziert
- Kirche Saint-Christophe, Neubau aus den Jahren 1850 bis 1871
- Cirque de Courossé, Aussichtspunkt über das Èvre-Tal, Site classé seit 1995

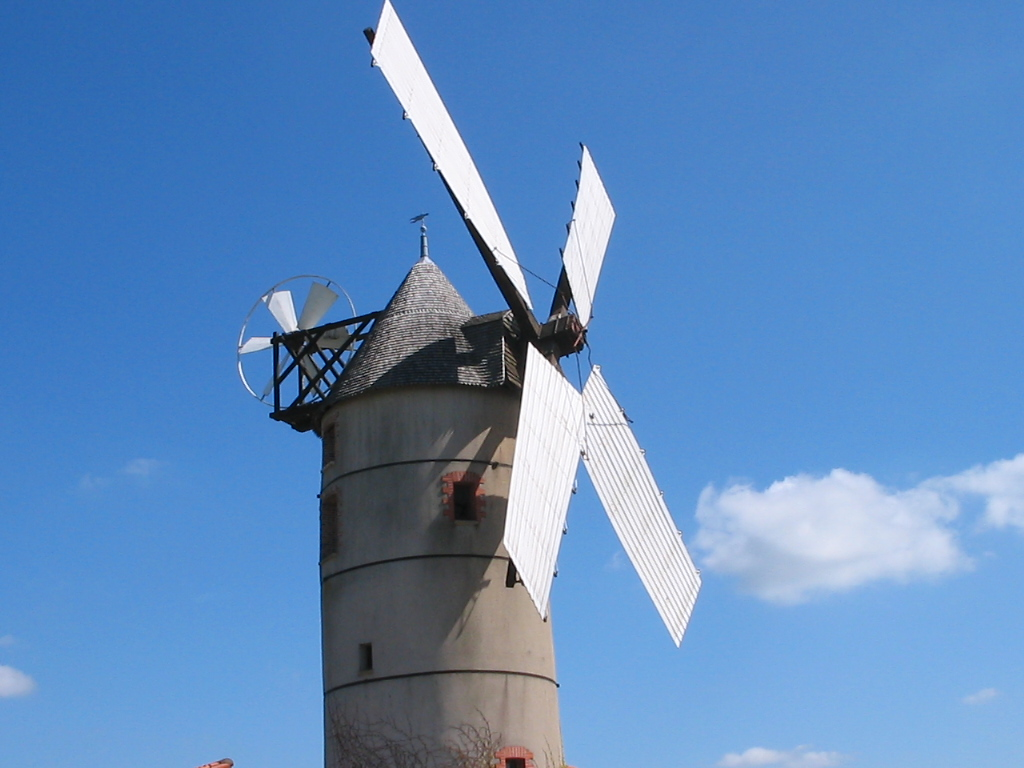
Windmühle von Épinay
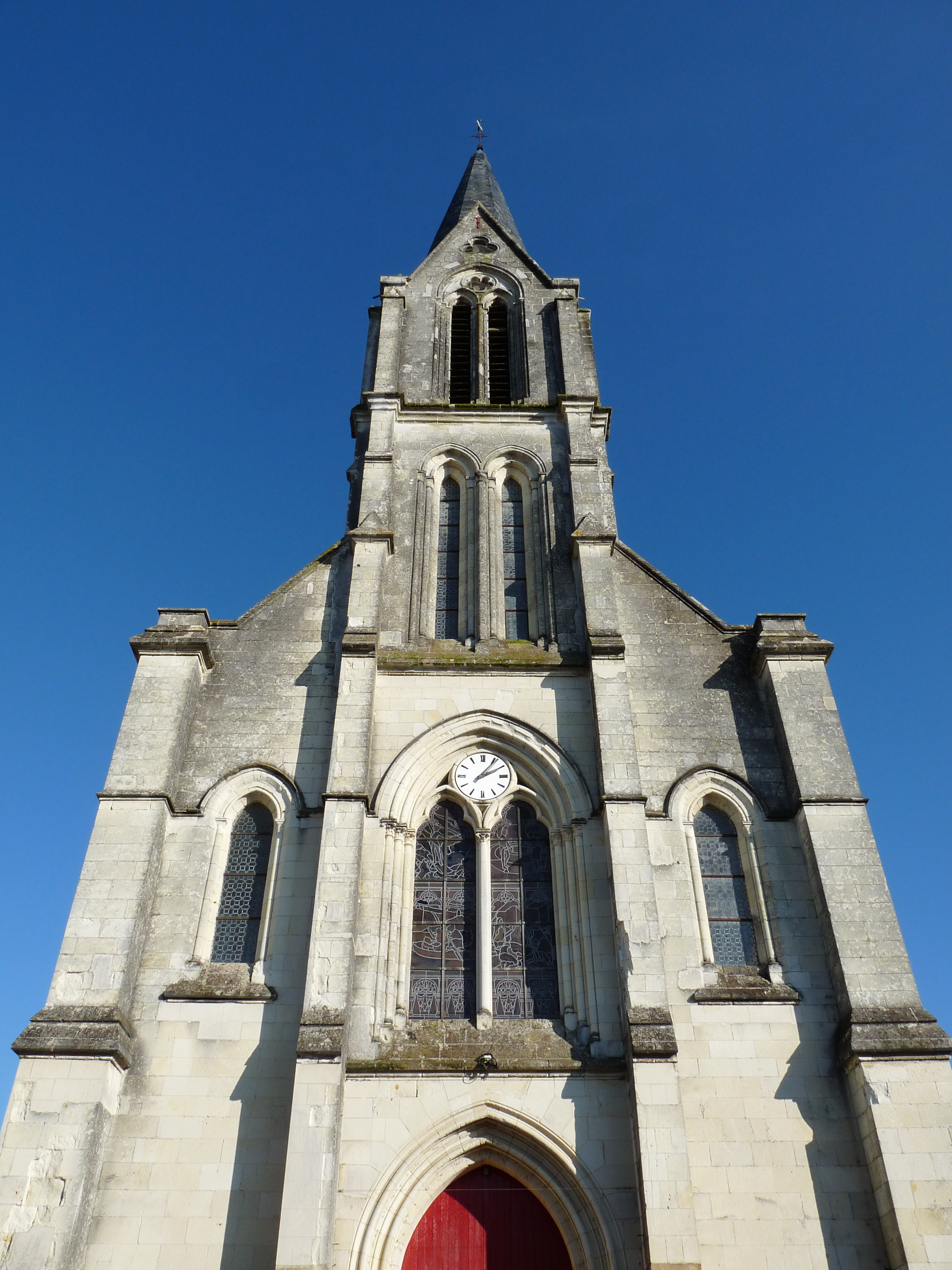
Kirche Saint-Christophe
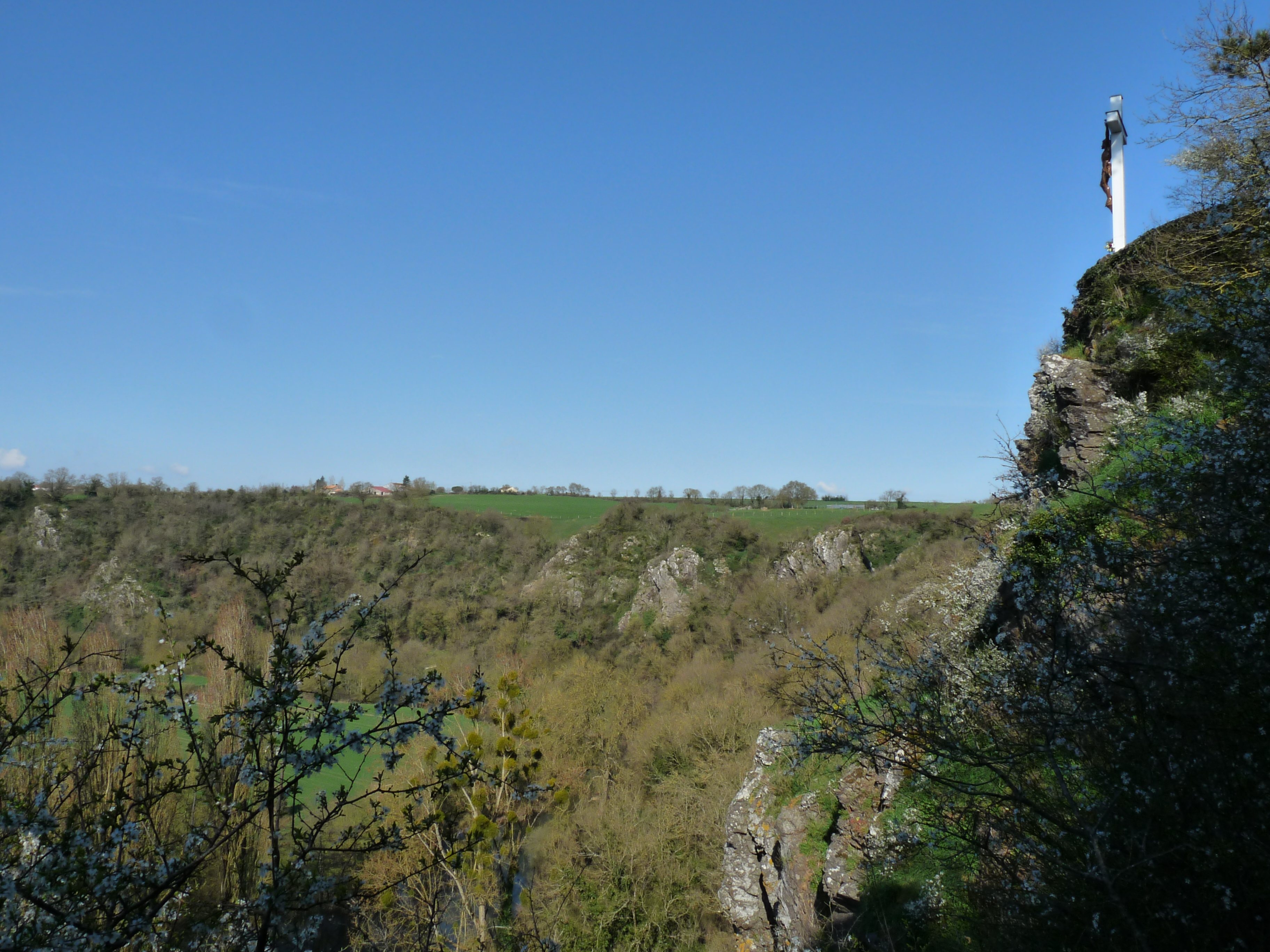
Cirque de Courossé mit Kreuz